# Wang Mang
Wang Mang (čínsky pchin-jinem Wáng Mǎng, znaky 王莽; 45 př. n. l. – 6. října 23) byl čínský politik konce dynastie Raná (Západní) Chan a od roku 9 n. l. první a jediný císař dynastie Sin.

## Život
Wang Mang byl synem Wang Mana (王曼), jednoho z bratrů císařovny Wang, manželky chanského císaře Jüan-tiho (vládl 48–33 př. n. l.). Matka Wang Manga se jmenovala Čchü (渠), její příjmení není známo. Narodil se roku 45 př. n. l., jeho otec záhy zemřel a Wang Mang byl závislý na podpoře svých příbuzných. Studoval konfuciánství, později ho císařovně Wang doporučil jeho strýc generál Wang Feng. Poté Wang Mang obdržel různé čestné úřady a roku 16 př. n. l. i titul markýze ze Sin-tu (信都侯). Na císařském dvoře získal pověst schopného a čestného muže a postupoval v úřadech, až roku 8 př. n. l. byl jmenován nejvyšším vojenským velitelem ta-s’-ma (大司馬, nejvyšší vojenský velitel byl nejvyšší úřad ve vládě říše Chan a už od roku 33 př. n. l. jej obsazovali Wang Mangovi strýcové).
Po smrti bezdětného císaře Čcheng-tiho roku 7 př. n. l. nastoupil jeho synovec Aj-ti. Císařovna vdova Wang a rod Wang vůbec poté ztratil vliv ve prospěch klik matky a babičky nového císaře. Wang Mang přišel o úřad a roku 5 př. n. l. musel odejít do svého údělu, vrátit se mohl roku 2 př. n. l. Následující rok císař náhle zemřel a císařovna vdova Wang na trůn prosadila osmiletého Pching-tiho, přičemž Wang Mang se vrátil na post nejvyššího vojenského velitele. Roku 1 n. l. povýšil na císařského vychovatele tchaj-fu (太傅), to jest regenta za dětského panovníka. Současně obdržel vysoký a výjimečný titul vévoda z An-chan (安漢公). Roku 4 za císaře provdal svou dceru, ta se stala císařovnou. Roku 6 však císař Pching-ti náhle zemřel. Wang Mang se ve spolupráci s císařovnou vdovou Wang nechal jmenovat „úřadujícím císařem“ (ťia chuang-ti, 假皇帝) a za nového panovníka vybral nejmladšího z v úvahu připadajících členů císařského rodu, jednoletého Liou Jinga (císař Žu-c’ Jing).
Začátkem roku 9 se Wang Mang prohlásil císařem nové dynastie Sin. Po nástupu zavedl mnohostranné reformy, oficiálně zdůvodňované návratem k ideálnímu zřízení dynastie Čou. Provedl řadu změn v organizaci a pojmenování úřadů, změnil jména mnoha správních celků a měst.
Radikální byly jeho ekonomické reformy snažící se ulehčit prostému lidu. Nařídil konfiskaci velkých panství a jejich rozdělení mezi nájemce a bezzemky rovným dílem, zakázal obchod s půdou i s otroky. Kvůli odporu velkostatkářů byly reformy roku 12 odvolány. Zavedl přímý státní dozor nad výrobou a prodejem soli, železa a kovů, alkoholu. Trhy pěti významných měst (Čchang-anu, Luo-jangu, Chan-tanu, Lin-c’ a Čcheng-tu) přísně kontrolovala vláda, úředníci sledovali ceny obilí a textilu a tlumili jejich výkyvy – když byly ceny nízké, vykupovali zboží, v obdobích nedostatku je pak prodávali. Odpor obchodníků po čase přiměl císaře k odvolání změn. Pro řemeslníky a obchodníky zřídil desetiprocentní daň z příjmů, zavedl pokutu z neobdělávané půdy pro majitele pozemků. Neúspěchem skončilo zavedení nových peněz, které nezískaly důvěru. Podporu úředního aparátu podkopalo snížení, případně nevyplácení platů.
K hospodářským potížím se po roce 11 přidaly i přírodní katastrofy, když se Žlutá řeka vylila z břehů a změnila tok. Na léta neštěstí a hladomorů rolníci od roku 17 reagovali vzpourami a povstáními, nejvýznamnější byly povstání Rudých obočí a povstání v horách Lü-lin. Roku 22 vojsko Rudých obočí porazilo císařskou armádu. Koncem roku se do čela povstalců z Lü-linu postavili někteří členové bývalého chanského císařského rodu Liou a začátkem roku 23 vyhlásili císařem obnovené říše Chan Liou Süana (císař Keng-š’-ti). V bitvě u Kchun-jangu rozdrtili armádu říše Sin a poté zaútočili na hlavní města Luo-jang a Čchang-an. Wang Mang zahynul v boji v Čchang-anu 6. října 23.